# Postira
Postira är en ort i Kroatien.   Den ligger i länet Dalmatien, i den södra delen av landet, 280 km söder om huvudstaden Zagreb. Postira ligger 15 meter över havet och antalet invånare är 1 382. Den ligger på ön Brač.
Terrängen runt Postira är huvudsakligen kuperad, men österut är den platt. Havet är nära Postira åt nordost. Runt Postira är det ganska tätbefolkat, med 108 invånare per kvadratkilometer. Närmaste större samhälle är Omiš, 9,0 km nordost om Postira. 